# 291 v.Chr.
Het jaar 291 v.Chr. is een jaartal volgens de christelijke jaartelling.

## Gebeurtenissen

### Griekenland
- Demetrius Poliorcetes en zijn zoon Antigonus II Gonatas belegeren Thebe, na de inzet van katapulten wordt de stad ingenomen.

### Europa
- Een naamloze zoon van Gorbonianus volgt zijn oom Elidurus op als heerser van Brittannië.

### Italië
- Rome verovert Venosa en stationeert in Zuid-Italië een Romeins leger van 20.000 man.

### Japan
- Keizer Korei (291 - 215 v.Chr.) bestijgt de troon.

## Overleden
- Dinarchus (~361 v.Chr. - ~291 v.Chr.), de laatste van de tien Attische redenaars (70)
- Koan (~427 v.Chr. - ~291 v.Chr.), keizer van Japan
- Menander (~342 v.Chr. - ~291 v.Chr.), Atheens toneelschrijver (51)